# 郊区 (修拉)

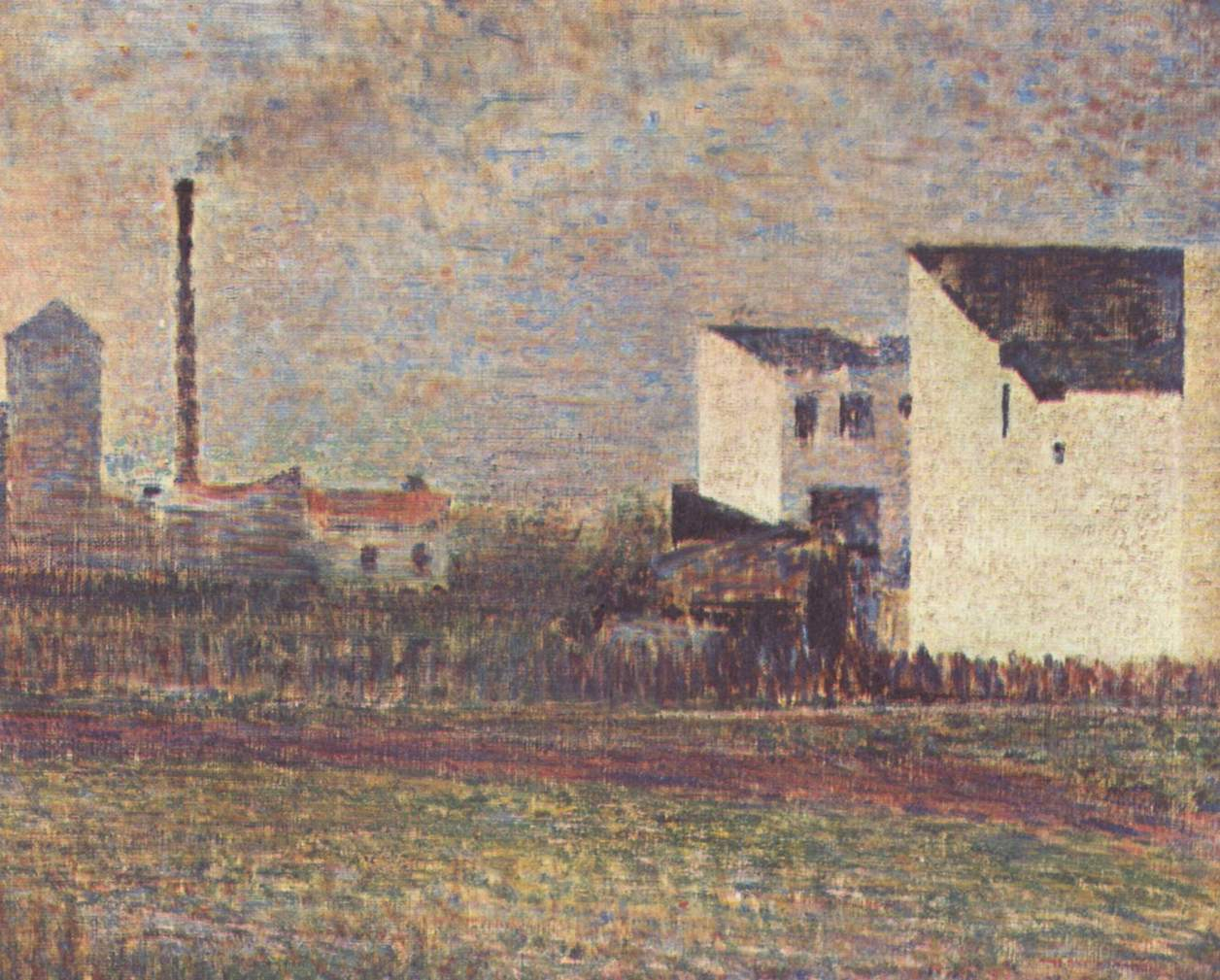

《郊区》（La Banlieue）是法国画家乔治·修拉的一幅风景油画，画幅为32.4厘米乘40.5厘米，绘于1881-1882年。现藏于特鲁瓦现代艺术博物馆（Musée d'Art moderne de Troyes）。
这幅油画描绘一个城市的郊区，面貌荒芜而肮脏。为了让人对这样一个现实产生最佳的疏离感，修拉使用了色彩厚涂，虽然倾向于温暖的颜色，如橙色和玫瑰色，但是左边烟雾弥漫的烟囱，散发出混乱的烟雾，笼罩了赤裸的房子。